# Эльстер, Кристиан (младший)
Кристиан Эльстер-младший (норв. Kristian Elster den yngre; 17 марта 1881, Тронхейм — 6 ноября 1947, Осло) — норвежский писатель
, историк литературы, литературный критик, юрист.

## Биография
Сын писателя Кристиана Эльстера-старшего. Рано осиротел. До 1905 года изучал право в Университете Осло. Работал судьёй в Мандале, позже
секретарём в Министерстве сельского хозяйства.
Дебютировал в 1905 г., опубликовав свой первый рассказ, в 1907 г. — сборник рассказов, в 1911 г. начал публиковать литературно-критические статьи в газете «Norske Intelligenssedler», с 1919 г. работал литературным критиком в журнале «Aftenposten» («Афтенпостен»), позже также театральный обозреватель в «Nationen». Через какое-то время порвал сотрудничество с газетами и посвятил себя исключительно литературному творчеству.
Писатель-реалист. Первые произведения Эльстера носят характер зарисовок народной жизни. Новый этап творчества писателя характеризуется пристальным вниманием писателя к социальным проблемам. В романах Эльстера часто повторяется тема чиновничества, его внутреннего разлада и упадка («Молодые сердца» — 1910, «Из рода теней» — 1919). Наиболее известен роман «Крестьянин Вэршегг» (1930), где Эльстер рисует влияние индустриализации на норвежскую деревню. Этот же мотив мы находим и в новелле «Горная долина»; она отчетливо перекликается с гамсуновскими «Соками земли».
В 1917 году опубликовал роман «Мой брат Харрис», рассказывающем об одиноком и эмоциональном государственном служащим, который повествует о своём талантливом, обаятельном и опасном брате; действие романа происходило в 1880-х и 1890-х годах.
В 1923 году начал издавать «Illustrert norsk litteraturhistorie» («Иллюстрированная история норвежской литературы»), которая была опубликована в шести томах.
Кроме того, он автор стихов, новелл, драм и произведений для детей.